# マイケル・フルマー
マイケル・ジョセフ・フルマー（Michael Joseph Fulmer, 1993年3月15日 - ）は、アメリカ合衆国オクラホマ州オクラホマシティ出身のプロ野球選手（投手）。右投右打。愛称はザ・プラマー(The Plumber)。MLB・シアトル・マリナーズ傘下所属。

## 経歴

### プロ入りとメッツ傘下時代
2011年のMLBドラフト1巡目追補（全体44位）でニューヨーク・メッツから指名され、プロ入り。この年は傘下のルーキー級ガルフ・コーストリーグ・メッツでプロデビューし、4試合に登板して0勝1敗・防御率10.12の成績を残した。
2012年にA級サバンナ・サンドナッツで21試合（全て先発）に登板し、7勝6敗・防御率2.74の成績を残した。
2013年はルーキー級ガルフ・コーストリーグ・メッツとA+級セントルーシー・メッツでプレーし、2球団合計で9試合（全て先発）に登板して3勝3敗・防御率3.33の成績を残した。
2014年はA+級セントルーシーとAA級ビンガムトン・メッツでプレーし、2球団合計で20試合（全て先発）に登板して6勝11敗・防御率4.39の成績を残した。
2015年はAA級ビンガムトンで15試合（全て先発）に登板し、6勝2敗・防御率1.88の成績を残した。

### タイガース時代

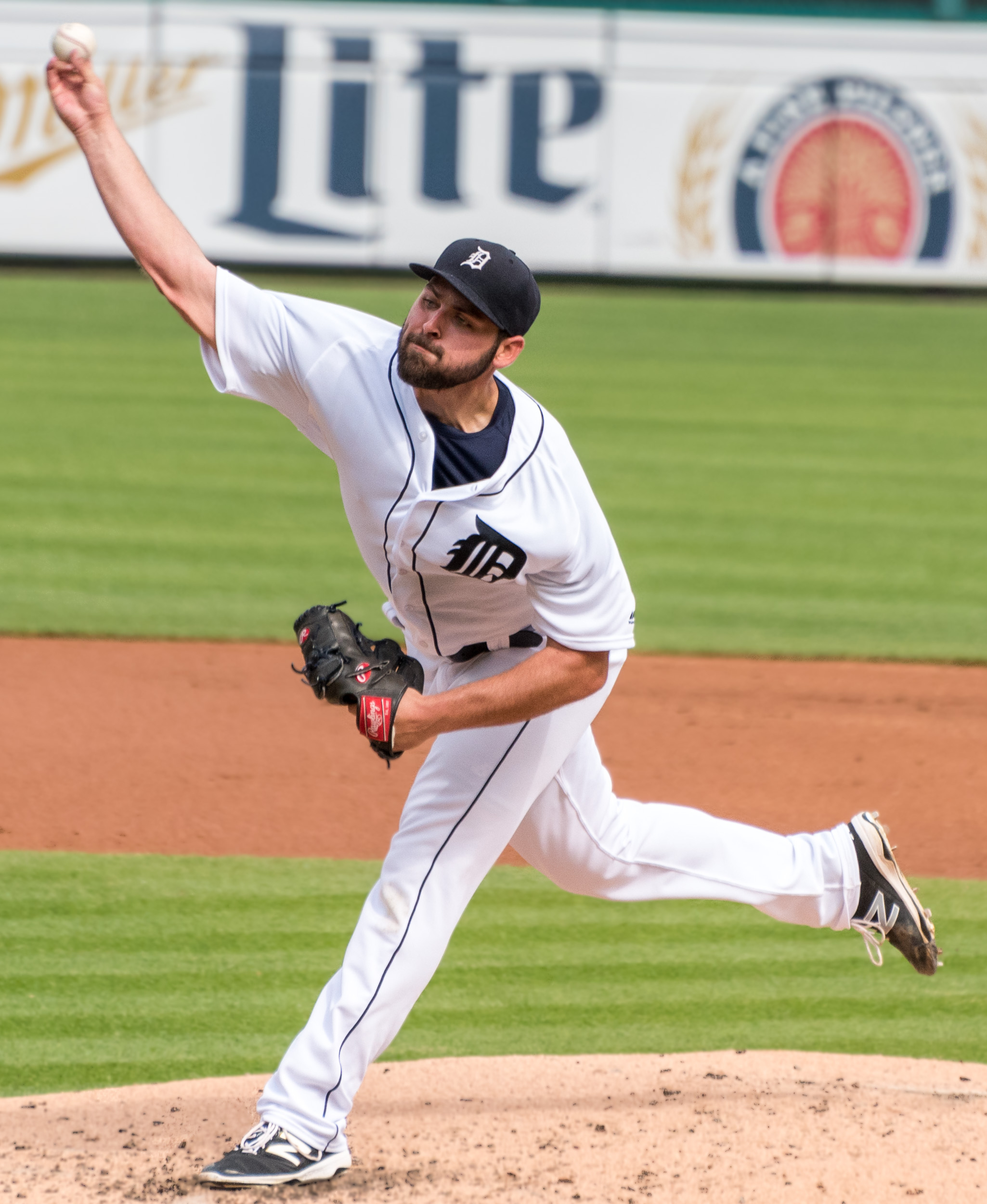
デトロイト・タイガース時代
(2016年5月21日)

2015年7月31日にヨエニス・セスペデスとのトレードで、ルイス・セッサと共にデトロイト・タイガースへ移籍した。移籍後は傘下のAA級エリー・シーウルブズへ配属され、6試合（全て先発）に登板して4勝1敗・防御率2.84の成績を残した。オフの11月20日に初めて40人枠入りを果たした。
2016年はAAA級トレド・マッドヘンズで開幕を迎え、4月29日にメジャー初昇格を果たした。メジャーデビューとなった同日のミネソタ・ツインズ戦で先発し、5回2失点で初登板初勝利を飾った。この年はルーキーながら先発ローテーションに組み込まれ、26試合に先発登板。レギュラーシーズン最終盤まで防御率のタイトル争いに参戦し、結果的には惜しくも規定投球回に3イニング足りなかったが、防御率3.06・11勝7敗・132奪三振・WHIP1.12という成績を残した。この活躍ぶりが認められて、同年のア・リーグのルーキー・オブ・ザ・イヤーに選出された。
2017年8月25日のヤンキース戦でゲイリー・サンチェスに死球を与え、その後の報復合戦および乱闘の発端となった。この年は25試合先発で10勝12敗・防御率3.83と地区最下位に低迷したチームの中で2年連続2ケタ勝利をクリアした。
2018年は3勝12敗と大きく負け越す不調のシーズンだった。
2019年はトミー・ジョン手術により全休した。
2020年1月6日に年俸調停を回避し、1年280万ドルで合意した。同年は2年ぶりにメジャーに復帰した。

### ツインズ時代
2022年8月2日にソーヤー・ギプソン＝ロングとのトレードで、ミネソタ・ツインズへ移籍した。オフの11月6日にFAとなった。

### カブス時代
2023年2月20日にシカゴ・カブスと400万ドルの単年契約を結んだ。オフにトミー・ジョン手術を受けることになり、オフの11月3日にFAとなった。

### レッドソックス時代
2024年2月2日にボストン・レッドソックスと2年契約でのマイナー契約を結んだ。同年は前オフの手術により全休したが、2025年に戦列復帰した。4月20日にFAとなった。

### カブス復帰
2023年4月22日にシカゴ・カブスと契約した。この年は58試合に登板（うち1試合に先発）して3勝5敗の負け越し、防御率は4.42だった。また、3セーブ25ホールドなどを記録した。
2024年はメジャーで登板する機会は一度も無かったが、オフの期間にドミニカに派遣されて同国のウィンターリーグに参加。トロス・デル・エステに所属した。

### レッドソックス時代
2024年オフにレッドソックスとマイナー契約を結んだ。  2025年シーズン開幕後にアクティブ・ロースター入りするもメジャーでは4月14日のタンパベイ・レイズ戦に登板したのみで、同月22日にFAとなった。

### 3度目のカブス時代
2025年4月22日にシカゴ・カブスとマイナー契約を結んで、翌23日にAAA級アイオワに配属された。6月23日にネイト・ピアーソンのオプション降格と入れ替わって、カブスでは2年ぶりとなるメジャー復帰を果たした。昇格後は2試合に登板。この2試合合計で3回を投げて被安打2、1奪三振、無失点に抑えたものの同月26日に今永昇太の負傷者リストからの復帰に伴ってDFAとなり、4日後にFAとなった。

### ロイヤルズ傘下時代
2025年7月3日にカンザスシティ・ロイヤルズとマイナー契約を結び、AAA級オマハ・ストームチェイサーズに配属された。8月16日にFAとなった。

### マリナーズ傘下時代
2025年8月19日に、シアトル・マリナーズとマイナー契約を結び、AAA級タコマ・レイニアーズに配属された。

## 投球スタイル
最速99.9mph（約160.8km/h）の速球とスライダーが投球の軸で、将来は先発3番手として期待される。

## 詳細情報

### 年度別投手成績
| 年 度    | 球 団    | 登 板 | 先 発 | 完 投 | 完 封 | 無 四 球 | 勝 利 | 敗 戦 | セ 丨 ブ | ホ 丨 ル ド | 勝 率 | 打 者 | 投 球 回 | 被 安 打 | 被 本 塁 打 | 与 四 球 | 敬 遠 | 与 死 球 | 奪 三 振 | 暴 投 | ボ 丨 ク | 失 点 | 自 責 点 | 防 御 率 | W H I P |
| -------- | -------- | ----- | ----- | ----- | ----- | -------- | ----- | ----- | -------- | ----------- | ----- | ----- | -------- | -------- | ----------- | -------- | ----- | -------- | -------- | ----- | -------- | ----- | -------- | -------- | ------- |
| 2016     | DET      | 26    | 26    | 1     | 1     | 1        | 11    | 7     | 0        | 0           | .611  | 647   | 159.0    | 136      | 16          | 42       | 1     | 9        | 132      | 1     | 1        | 57    | 54       | 3.06     | 1.12    |
| 2017     | DET      | 25    | 25    | 1     | 0     | 0        | 10    | 12    | 0        | 0           | .455  | 676   | 164.2    | 150      | 13          | 40       | 2     | 8        | 114      | 3     | 1        | 80    | 70       | 3.83     | 1.15    |
| 2018     | DET      | 24    | 24    | 0     | 0     | 0        | 3     | 12    | 0        | 0           | .200  | 558   | 132.1    | 128      | 19          | 46       | 1     | 5        | 110      | 1     | 0        | 75    | 69       | 4.69     | 1.31    |
| 2020     | DET      | 10    | 10    | 0     | 0     | 0        | 0     | 2     | 0        | 0           | .000  | 136   | 27.2     | 45       | 8           | 12       | 0     | 1        | 20       | 0     | 0        | 27    | 27       | 8.78     | 2.06    |
| 2021     | DET      | 52    | 4     | 0     | 0     | 0        | 5     | 6     | 14       | 9           | .455  | 297   | 69.2     | 69       | 7           | 20       | 2     | 5        | 73       | 2     | 0        | 27    | 23       | 2.97     | 1.28    |
| 2022     | DET      | 41    | 0     | 0     | 0     | 0        | 3     | 4     | 2        | 18          | .429  | 169   | 39.1     | 29       | 1           | 20       | 4     | 3        | 39       | 1     | 0        | 17    | 14       | 3.20     | 1.25    |
| 2022     | MIN      | 26    | 0     | 0     | 0     | 0        | 2     | 2     | 1        | 7           | .500  | 107   | 24.1     | 30       | 3           | 8        | 2     | 2        | 22       | 2     | 0        | 10    | 10       | 3.70     | 1.56    |
| '22計    | MIN      | 67    | 0     | 0     | 0     | 0        | 5     | 6     | 3        | 25          | .455  | 276   | 63.2     | 59       | 4           | 28       | 6     | 5        | 61       | 3     | 0        | 27    | 24       | 3.39     | 1.37    |
| 2023     | CHC      | 58    | 1     | 0     | 0     | 0        | 3     | 5     | 2        | 11          | .375  | 237   | 57.0     | 48       | 7           | 28       | 0     | 2        | 65       | 5     | 0        | 29    | 28       | 4.42     | 1.33    |
| 2025     | BOS      | 1     | 0     | 0     | 0     | 0        | 0     | 0     | 0        | 0           | ----  | 13    | 2.2      | 4        | 1           | 2        | 0     | 0        | 2        | 0     | 0        | 3     | 3        | 10.13    | 2.25    |
| 2025     | CHC      | 2     | 0     | 0     | 0     | 0        | 0     | 0     | 0        | 0           | ----  | 10    | 3.0      | 2        | 0           | 0        | 0     | 0        | 1        | 0     | 0        | 0     | 0        | 0.00     | 0.67    |
| MLB：7年 | MLB：7年 | 262   | 90    | 2     | 1     | 1        | 37    | 50    | 19       | 45          | .425  | 2827  | 674.0    | 635      | 74          | 216      | 12    | 35       | 575      | 15    | 2        | 322   | 295      | 3.94     | 1.26    |

- 2024年度シーズン終了時

### 年度別守備成績
| 年 度 | 球 団 | 投手（P） | 投手（P） | 投手（P） | 投手（P） | 投手（P） | 投手（P） |
| 年 度 | 球 団 | 試 合     | 刺 殺     | 補 殺     | 失 策     | 併 殺     | 守 備 率  |
| ----- | ----- | --------- | --------- | --------- | --------- | --------- | --------- |
| 2016  | DET   | 26        | 16        | 13        | 1         | 2         | .967      |
| 2017  | DET   | 25        | 9         | 10        | 1         | 0         | .950      |
| 2018  | DET   | 24        | 11        | 14        | 0         | 0         | 1.000     |
| 2020  | DET   | 10        | 2         | 3         | 0         | 2         | 1.000     |
| 2021  | DET   | 52        | 5         | 3         | 1         | 0         | .889      |
| 2022  | DET   | 41        | 0         | 2         | 0         | 0         | 1.000     |
| 2022  | MIN   | 26        | 1         | 3         | 0         | 1         | 1.000     |
| '22計 | MIN   | 67        | 1         | 5         | 0         | 1         | 1.000     |
| 2023  | CHC   | 58        | 3         | 3         | 0         | 1         | 1.000     |
| MLB   | MLB   | 262       | 47        | 51        | 3         | 6         | .970      |

- 2023年度シーズン終了時

### 表彰
- 新人王：2016年[21]

### 記録
- MLBオールスターゲーム選出：1回（2017年）

### 背番号
- 32（2016年 - 2022年途中）
- 52（2022年途中 - 同年終了）
- 32（2023年）
- 51（2025年4月14日）
- 49（2025年6月23日 - 同月25日）